# Côte de Beaune

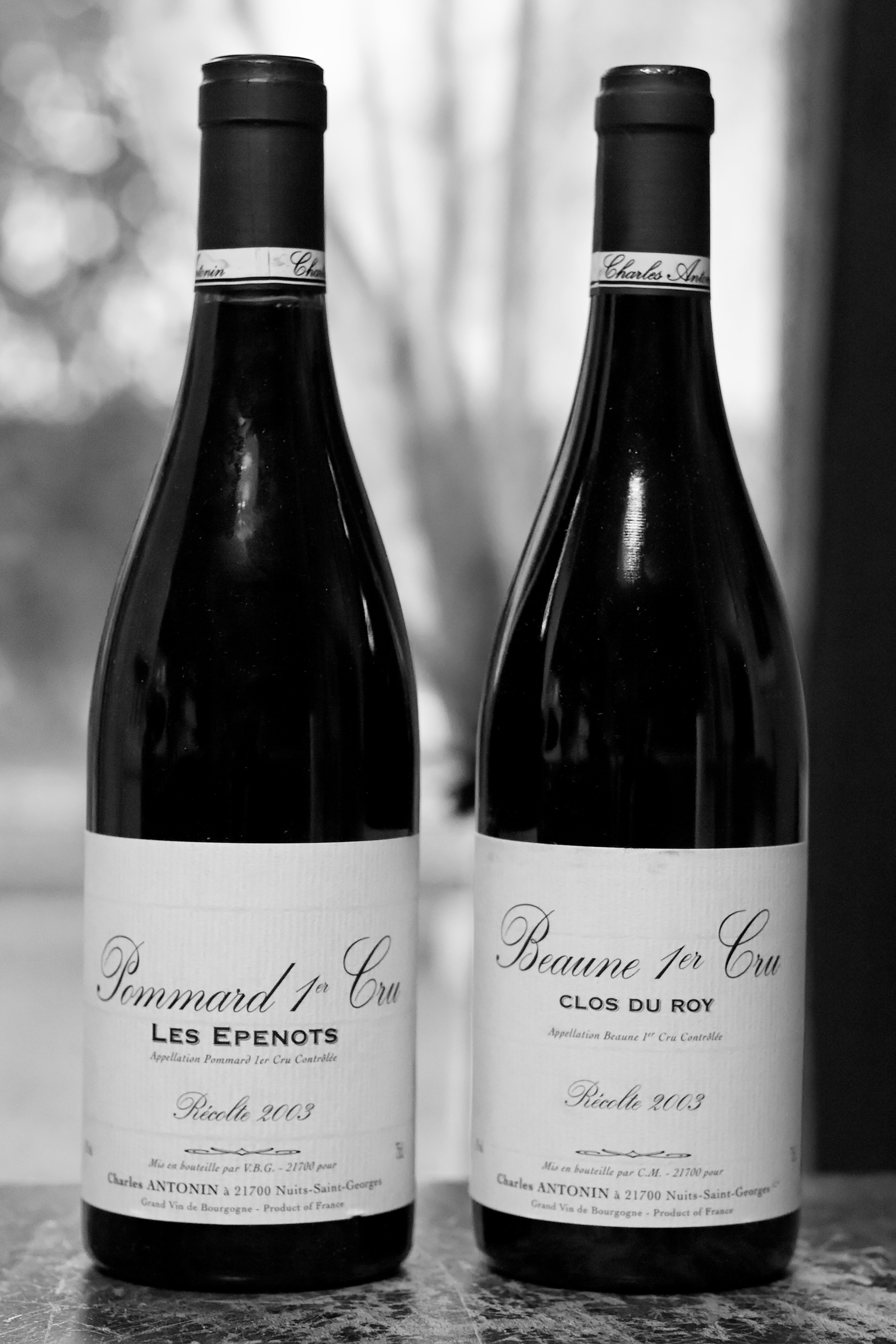
AOC Pommard en AOC Beaune

De Côte de Beaune is het zuidelijke gedeelte van de Bourgondische wijnstreek Côte-d'Or. Het noordelijke deel heet Côtes de Nuits.
De druivenrassen die in deze streek worden verbouwd zijn:
- Aligoté
- Chardonnay
- Pinot blanc
- Pinot Noir

De volgende gemeenten brengen Côte de Beaunewijn voort: 
- Aloxe-Corton (Grand Crus)
- Pernand-Vergelesses (1er en Grand Crus)
- Savigny-lès-Beaune (1er Crus)
- Beaune (1er Crus)
- Pommard (1er Crus)
- Volnay (1er Crus)
- Monthelie (1er Crus)
- Saint-Romain
- Auxey-Duresses (1er Crus)
- Meursault (1er Crus)
- Puligny-Montrachet (1er en Grand Crus)
- Chassagne-Montrachet (1er en Grand Crus)
- Saint-Aubin (1er Crus)
- Santenay (1er Crus)
- Les Maranges